# Husqvarna Motorcycles
Husqvarna Sportmotorcycle GmbH je proizvajalec motokros, enduro in supermoto motociklov. Podjetje je bilo ustanovljeno leta 1903 v Huskvarni, Švedska.

## Modeli
Enduro
- WR 125; WR 150; WR 250; WR 300; WR 360; WR 390; WR 390; WR 390; WR 390
- TE 250; TE 310; TE 350; TE 410; TE 450; TE 449; TE 510; TE 511; TE 570; TE 610
- XC 500

Motokros
- CR 125; CR 150; CR 250; CR 390; CR 400; CR 500
- TC 250; TC 449; TC 450; TC 510; TC 570; TC 610

Supermoto
- SMS 125; SMS 4 125; SMS 630
- SMR 449; SMR 511; SMR 570
- SM 450R; SM 450RR; SM 510R; SM 530RR; SM 610IE; SM 610R; SM 610S
- Nuda 900

Dvojna uporaba
- WRE 125
- TE 125; TE 410E; TE 610E; TE 630; TR 650 Strada/Terra[2]

## Galerija
- Moto-Reve, 1910
- Moto-Reve
- Dirkač Antoine Meo, 2010 GP Turčije
- Bartosz Obłuck, 2008 GP Italije